# Équipe de Porto Rico masculine de basket-ball
Cet article traite de l'équipe masculine. Pour l'équipe féminine, voir Équipe de Porto Rico féminine de basket-ball.
Maillots
L'équipe de Porto Rico de basket-ball est la sélection des meilleurs joueurs portoricains de basket-ball. Elle est placée sous l'égide de la Fédération de Porto Rico de basket-ball (Federación de Baloncesto de Puerto Rico) et est membre de la FIBA depuis 1957.
Connus sous le surnom "Les 12 Magnifiques", les Porto-Ricains sont des habitués des grands rendez-vous internationaux. Le plus grand fait d'armes de cette équipe est peut-être sa victoire sur les États-Unis  lors de la première journée des Jeux olympiques d'Athènes en 2004, sur le score de 92 à 73. Ce match représente la première défaite des États-Unis  lors d'un tournoi olympique depuis que ses stars NBA y participent.

## Résultats

### Palmarès
| Compétitions mondiales                             | Compétitions continentales | Autres compétitions |
| -------------------------------------------------- | --- | --- |
| - Jeux olympiques - Néant - Coupe du monde - Néant | - Coupe des Amériques (3) - Vainqueur en 1980, 1989 et 1995 - Finaliste en 1988, 1993, 1997, 2009 et 2013 - Troisième en 2003 et 2007 - Jeux panaméricains (2) - Vainqueur en 1991 et 2011 - Finaliste en 1959, 1971, 1975, 1979, 2007 et 2019 - Troisième en 1963, 1999 et 2003 | - CentroBasket (11) - Vainqueur en 1973, 1985, 1987, 1989, 1991, 1993, 2001, 2003, 2008, 2010 et 2016 - Finaliste en 1965, 1971, 1975, 1977, 1981, 1997, 1999, 2004, 2012 et 2014 - Troisième en 1969, 1995 et 2006 |

### Parcours en compétitions internationales

#### Jeux olympiques
| Année | Position      |      | Année         | Position     |               | Année | Position |
| 1936  | Non qualifiée | 1976 | 9e            | 2008         | Non qualifiée |       |          |
| 1948  | Non qualifiée | 1980 | Boycott       | 2012         | Non qualifiée |       |          |
| 1952  | Non qualifiée | 1984 | Non qualifiée | 2016         | Non qualifiée |       |          |
| 1956  | Non qualifiée | 1988 | 7e            | 2020         | Non qualifiée |       |          |
| 1960  | 13e           | 1992 | 8e            | 2024         | 12e           |       |          |
| 1964  | 4e            | 1996 | 10e           | 2028         | -             |       |          |
| 1968  | 9e            | 2000 | Non qualifiée | 2032         | -             |       |          |
| 1972  | 6e            | 2004 | 6e            | Pays inconnu | -             |       |          |

### Parcours aux Championnats du monde
- 1950 : -
- 1954 : -
- 1959 : 5e
- 1963 : 6e
- 1967 : 12e
- 1970 : NQ
- 1974 : 7e
- 1978 : 10e
- 1982 : NQ
- 1986 : 13e
- 1990 : 4e
- 1994 : 6e
- 1998 : 11e
- 2002 : 7e
- 2006 : 17e
- 2010 : 18e
- 2014 : 19e
- 2019 : 15e
- 2023 : 12e

### Parcours aux Championnats des Amériques
- 1980 :
- 1984 : 6e
- 1988 :
- 1989 :
- 1992 : 4e
- 1993 :
- 1995 :
- 1997 :
- 1999 : 4e
- 2001 : 4e
- 2003 :
- 2005 : 7e
- 2007 :
- 2009 :
- 2011 : 4e
- 2013 :
- 2013 : 5e
- 2015 : 5e
- 2017 : 5e
- 2022 : Qualifié

### Parcours aux Jeux panaméricains
- 1951 : -
- 1955 : -
- 1959 :
- 1963 :
- 1967 : 5e
- 1971 :
- 1975 :
- 1979 :
- 1983 : 6e
- 1987 :
- 1991 :
- 1995 : 6e
- 1999 :
- 2003 :
- 2007 :
- 2011 :
- 2015 : 6e
- 2019 :

### Parcours au Centrobasket
- 1965 :
- 1967 : -
- 1969 :
- 1971 :
- 1973 :
- 1975 :
- 1977 :
- 1981 :
- 1985 :
- 1987 :
- 1989 :
- 1991 :
- 1993 :
- 1995 :
- 1997 :
- 1999 :
- 2001 :
- 2003 :
- 2004 :
- 2006 :
- 2008 :
- 2010 :
- 2012 :
- 2014 :
- 2016 :

## Équipe actuelle
Effectif lors de la Coupe du monde de la FIBA 2019.
| Numéro | Joueur            | Poste | Naissance         | Taille | Club 2018-2019              |
| ------ | ----------------- | ----- | ----------------- | ------ | --------------------------- |
| 0      | Isaiah Pineiro    | 3     | 2 février 1995    | 2,01 m | Toreros de San Diego        |
| 1      | Ramón Clemente    | 4     | 11 décembre 1985  | 2,00 m | Leñadores de Durango        |
| 7      | Devon Collier     | 4     | 20 janvier 1991   | 2,04 m | Capitanes de Arecibo        |
| 9      | Gary Browne       | 1     | 24 mars 1993      | 1,85 m | Ironi Nes Ziona B.C.        |
| 12     | Jorge Brian Díaz  | 5     | 13 novembre 1989  | 2,11 m | Piratas de Quebradillas     |
| 13     | Ángel Rodríguez   | 1     | 5 décembre 1992   | 1,80 m | Vipers de Rio Grande Valley |
| 24     | Gian Clavell      | 2     | 26 novembre 1993  | 1,93 m | Estudiantes Madrid          |
| 33     | David Huertas     | 2     | 2 juin 1987       | 1,95 m | Fuerza Regia de Monterrey   |
| 34     | Renaldo Balkman   | 3/4   | 14 juillet 1984   | 2,00 m | San Miguel Alab Pilipinas   |
| 42     | Alex Franklin     | 3     | 11 juillet 1988   | 1,96 m | Piratas de Quebradillas     |
| 43     | Christopher Brady | 5     | 15 septembre 1995 | 2,08 m | Fukushima Firebonds         |
| 44     | Javier Mojica     | 2     | 31 août 1984      | 1,86 m | Vaqueros de Bayamón         |

## Personnalités historiques

### Sélectionneurs
- 1971-1972 :  Gene Bartow
- 1987 :  Gene Bartow

### Joueurs marquants
- Carlos Arroyo
- Larry Ayuso
- Renaldo Balkman
- José Juan Barea
- Eddie Casiano
- Jerome Mincy
- José "Piculin" Ortiz
- Ramon Rivas
- Daniel Santiago